# Florești-Stoenești
Floresti-Stoenesti là một xã thuộc hạt Giurgiu, România. Dân số thời điểm năm 2002 là 8850 người.